# Santa Monica (Texas)
Santa Monica è un census-designated place (CDP) degli Stati Uniti d'America della contea di Willacy nello Stato del Texas. La popolazione era di 83 abitanti al censimento del 2010.

## Geografia fisica
Santa Monica è situata a 26°21′56″N 97°35′24″W (26.365423, -97.590031).
Secondo lo United States Census Bureau, il CDP ha una superficie totale di 2,57 km², dei quali 2,57 km² di territorio e 0 km² di acque interne (0,1% del totale).

## Storia
Alcuni dei ranch nella zona circostante risalgono ai primi anni 1800. La comunità prese il nome dall'omonima città in California, da Clarence Ayers, presidente della American Life Insurance Company, che nel 1925 fornì il capitale per lo sviluppo dell'area. Nel 1940 Santa Monica aveva due negozi e 40 abitanti, e nel 1945 la sua popolazione era di 50 abitanti. Nel 1987 la comunità rurale dispersa aveva tre aziende e una scuola; non erano disponibili stime sulla popolazione. Nel 2000 la popolazione era di 78 abitanti.

## Società

### Evoluzione demografica
Secondo il censimento del 2010, la popolazione era di 83 abitanti.

### Etnie e minoranze straniere
Secondo il censimento del 2010, la composizione etnica del CDP era formata dal 92,77% di bianchi, lo 0% di afroamericani, lo 0% di nativi americani, lo 0% di asiatici, lo 0% di oceanici, il 4,82% di altre razze, e il 2,41% di due o più etnie. Ispanici o latinos di qualunque razza erano l'84,34% della popolazione.